# Andimba Toivo ya Toivo
Herman Andimba Toivo ya Toivo, né le 22 août 1924 à Omangundu et mort le 9 juin 2017 à Windhoek, est un activiste namibien anti-apartheid, homme politique et prisonnier politique. 
Ya Toivo est actif dans le mouvement d'avant l'indépendance et est l'un des cofondateurs de l'Organisation populaire du Sud-Ouest africain (SWAPO) en 1960 et son prédécesseur, l'Organisation du peuple d'Ovamboland (OPO) en 1959,.
Après avoir grandi dans le nord de la Namibie, Ya Toivo a passé quelque temps au Cap dans les années 1950. Il y est politisé et a rejoint le Congrès national africain (ANC). De retour en Namibie, il est l'un des premiers pétitionnaires auprès des Nations unies à plaider en faveur de l'indépendance de la Namibie. En raison de son activisme politique, il fut jugé en 1966 en vertu de la loi sur le terrorisme et condamné à 20 ans de prison. Il a servi 16 ans à Robben Island dans la même section que Nelson Mandela, pour qui il était un ami personnel. Il a été libéré en 1984 et a rejoint la SWAPO en tant que secrétaire général en exil à Lusaka, en Zambie. Ya Toivo est rentré en Namibie en 1989, à la suite de l'indépendance du pays, où il a été membre du Parlement et membre du Cabinet du premier gouvernement de Sam Nujoma. Il a pris sa retraite de la politique active en 2006. Ya Toivo est un héros national de la Namibie.

## Biographie
Andimba Toivo ya Toivo est né le 22 août 1924, deuxième de sept enfants, à Omangundu, dans l'Ovamboland, dans le nord de l'Afrique du Sud-Ouest. Il a fréquenté l'école de l'église à Onayena, mais il élevait souvent du bétail, comme il était courant chez les garçons de cette région. Il a suivi une formation de menuisier à l'école industrielle d'Ongwediva entre 1939 et 1942,,.
En 1942, au cours de la Seconde Guerre mondiale, Ya Toivo a volontairement rejoint le Native Military Corps, une unité de l’armée à ségrégation raciale de l’Union de l’Afrique du Sud. Il a combattu du côté britannique des forces alliées et atteint le rang de caporal au cours de son service. Lorsqu'il fut jugé pour terrorisme dans les années 1960, il se souvint ainsi de sa motivation : « Monseigneur, vous avez jugé nécessaire de me qualifier de lâche. Pendant la Seconde Guerre mondiale, lorsqu'il est devenu évident que mon pays et votre pays étaient menacés par les nuages sombres du nazisme, j'ai risqué ma vie pour les défendre tous les deux, vêtus d'un uniforme orné de bandes orange. Mais certains de vos compatriotes, appelés à se battre pour défendre la civilisation, ont eu recours au sabotage contre leur propre patrie. Je me suis porté volontaire pour affronter les balles allemandes et, en tant que gardien d'installations militaires, à la fois dans le sud-ouest de l'Afrique et dans la République, j'étais prêt à être victime de leur sabotage. Aujourd'hui, ils sont nos maîtres et sont considérés comme des héros. On m'appelle le lâche »[réf. nécessaire].
Après la guerre, il travaille dans une ferme près de Kalkfeld jusqu'à son retour à Odibo et suivit des cours à l'école St Mary's Mission pour apprendre l'anglais. Pour être admis, il a dû changer sa religion de luthérienne à anglicane. Il a terminé la norme 6 mais est resté jusqu'en 1950, après avoir obtenu son diplôme d'enseignant. Il a ensuite géré avec succès un magasin à Ondangwa. Toivo a enseigné à l’école St Cuthberth d’Onamutayi et à St. Mary's Odibo avant de se rendre en Afrique du Sud pour des études approfondies en 1951.

### Carrière politique
Toivo part pour le Cap en 1951 et travaille comme officier de police des chemins de fer entre 1952 et 1953. Il rejoint des mouvements politiques tels que la Modern Youth Society (MYS), constituée d’étudiants et de syndicalistes. Il est devenu vice-président du MYS, qui a organisé des festivals, des conférences, des groupes de discussion et des cours du soir pour les militants poursuivant leurs études. Il a rejoint le Congrès national africain (ANC) au Cap en 1957. Plus tard dans l'année, il a cofondé le Congrès populaire d'Ovamboland (OPC), ancêtre de l'Organisation du peuple d'Ovamboland (OPO). Il a également établi des contacts étroits avec les deux partis sud-africains, le Congrès des démocrates et le Parti libéral. L'OPC a cherché à se battre pour les droits des travailleurs migrants, dont certains avaient quitté l'Association des travailleurs autochtones du sud-ouest de l'Afrique (SWANLA). L'organisation s'est également mobilisée contre l'incorporation de la Namibie à l'Afrique du Sud et a donc partagé une allégeance politique avec d'autres organisations d'Afrique du Sud. En décembre 1958, Ya Toivo envoya une cassette à Mburumba Kerina et Michael Scott documentant les violations des droits de l'homme en Afrique du Sud-Ouest. Cela a été utilisé pour adresser une pétition aux Nations unies. En conséquence, il a été déporté du Cap, d'abord à Keetmanshoop et à Windhoek, puis à Ovamboland, où il a été placé en résidence surveillée dans son village d'origine, Okaloko. 
Toivo est resté en contact étroit avec Leonard Auala de l'Église évangélique luthérienne Ovambo-Kavango (ELOC). En raison des racines profondes de l'OPO dans le peuple Ovambo, ELOC a par la suite apporté son soutien à ce mouvement de libération nationale. Les membres et les sympathisants de l'OPO étaient également membres de la congrégation. Le peuple, l'Église et le mouvement de libération nationale ont coïncidé. À l'occasion de son anniversaire, le 19 avril 1960, l'OPO s'est reconstitué en Organisation des peuples du Sud-Ouest africain (SWAPO) à New York. Sam Nujoma a été reconfirmé à la présidence de la nouvelle organisation. Après sa reconstitution, la SWAPO a fondé sa branche militaire, l'Armée de libération du Sud-Ouest africain (SWALA), en 1962, et a supervisé le début d'une insurrection armée contre l'administration sud-africaine en 1965. Le 26 août 1966, le premier affrontement armé du Sud La guerre frontalière africaine a eu lieu lorsque les forces sud-africaines ont attaqué les guérillas de la SWAPO à Omugulugwombashe.

### Après l'indépendance
De 1984 à 1991, il est secrétaire général de l'Organisation populaire du Sud-Ouest africain (SWAPO). À l’avènement de l’indépendance de la Namibie, on s’attendait à une confrontation entre Sam Nujoma, qui avait passé de nombreuses années en exil, et Toivo, incarcéré à Robben Island. Toivo a évité ce conflit en se "contentant" du poste de ministre des Mines et de l'Énergie, laissant à Nujoma la présidence.
Toivo est membre de la SWAPO de l'Assemblée constituante, qui est en place de novembre 1989 à mars 1990, juste avant l'indépendance et, après l'indépendance, en mars 1990, il est devenu membre de l'Assemblée nationale. Il a également été ministre des Mines et de l'Énergie de 1990 à sa nomination le 26 mars 1999 au poste de ministre du Travail. Après plus de trois ans à ce poste, il a été nommé ministre des Prisons le 27 août 2002, changeant de poste avec Marco Hausiku ; il est resté ministre des Prisons jusqu'en 2006.
Il a choisi de ne pas briguer un nouveau siège à l'Assemblée nationale lors des élections de 2004, affirmant qu'il en avait « fait suffisamment ». 
Toivo a reçu le onzième plus grand nombre de voix - 358 - lors de l'élection du Comité central de la SWAPO lors du congrès du parti en août 2002. Lors du congrès de la SWAPO en novembre 2007, Toivo n'a pas été élu au bureau politique de la SWAPO pour la première fois de l'histoire du parti. Cela a été attribué au prétendu lien entre Toivo et le RDP, un parti créé par la SWAPO peu de temps avant le congrès. Toivo a nié être lié au RDP, mais cette affirmation aurait influencé le vote. 
Au congrès de la SWAPO, le 2 décembre 2012, Andimba ya Toivo a été élu membre permanent du Comité central,,.

### Vie privée
Après avoir pris sa retraite de la politique active, Toivo a consacré son temps à son épouse, Vicki Erenstein, avocate américaine en droit du travail, et à ses deux filles, Mutaleni et Nashikoto, et a dirigé diverses entreprises. Il est décédé le soir du 9 juin 2017 chez lui, à Windhoek, à l'âge de 92 ans . Ya Toivo repose au Heroes 'Acre à Windhoek le 24 juin 2017.

## Prix et distinctions
Ya Toivo a été déclaré héros national de la Namibie et des funérailles nationales ont été célébrées à Windhoek's Heroes 'Acre. Certains des autres honneurs qui lui ont été attribués sont :
- Grand compagnon de OR Tambo en argent, récompensé en 2009 pour « sa courageuse contribution à la lutte pour l'indépendance et la liberté en Afrique du Sud et en Namibie »[10]
- Le HMS Challenger, un navire renommé MV Ya Toivo[11]
- Andimba Toivo ya, une école secondaire de deuxième cycle[12]
- La salle à manger de l'école St. Mary's Mission School à Odibo tient son nom de Toivo[2]
- En 2014, doctorat honorifique en droit civil de l'Université internationale de gestion[13], Namibie.